# Hong Kong Open 1996
Die Hong Kong Open 1996 im Badminton fanden vom 7. bis zum 10. November 1996 in Hongkong statt. Das Preisgeld betrug 125.000 Dollar.

## Medaillengewinner
| Disziplin    | Gold                                    | Silber                         | Bronze                                |
| ------------ | --------------------------------------- | ------------------------------ | ------------------------------------- |
| Herreneinzel | Fung Permadi                            | Salim                          | Budi Santoso                          |
| Herreneinzel | Fung Permadi                            | Salim                          | Thomas Stuer-Lauridsen                |
| Dameneinzel  | Camilla Martin                          | Mia Audina                     | Kim Ji-hyun                           |
| Dameneinzel  | Camilla Martin                          | Mia Audina                     | Ra Kyung-min                          |
| Herrendoppel | S. Antonius Budi Ariantho Denny Kantono | Cheah Soon Kit Yap Kim Hock    | Tony Gunawan Rudy Wijaya              |
| Herrendoppel | S. Antonius Budi Ariantho Denny Kantono | Cheah Soon Kit Yap Kim Hock    | Kitipon Kitikul Pramote Teerawiwatana |
| Damendoppel  | Lisbet Stuer-Lauridsen Marlene Thomsen  | Indarti Issolina Deyana Lomban | Finarsih Susi Susanti                 |
| Damendoppel  | Lisbet Stuer-Lauridsen Marlene Thomsen  | Indarti Issolina Deyana Lomban | Ng Ching Tung Chau Man                |
| Mixed        | Michael Søgaard Rikke Olsen             | Jens Eriksen Marlene Thomsen   | Peter Axelsson Catrine Bengtsson      |
| Mixed        | Michael Søgaard Rikke Olsen             | Jens Eriksen Marlene Thomsen   | Imam Tohari Emma Ermawati             |